# Come si diventa cristiani
Come si diventa cristiani è un saggio del sacerdote cattolico e teologo Luigi Giussani, fondatore del movimento Comunione e Liberazione, pubblicato nel 2007.

## Storia editoriale

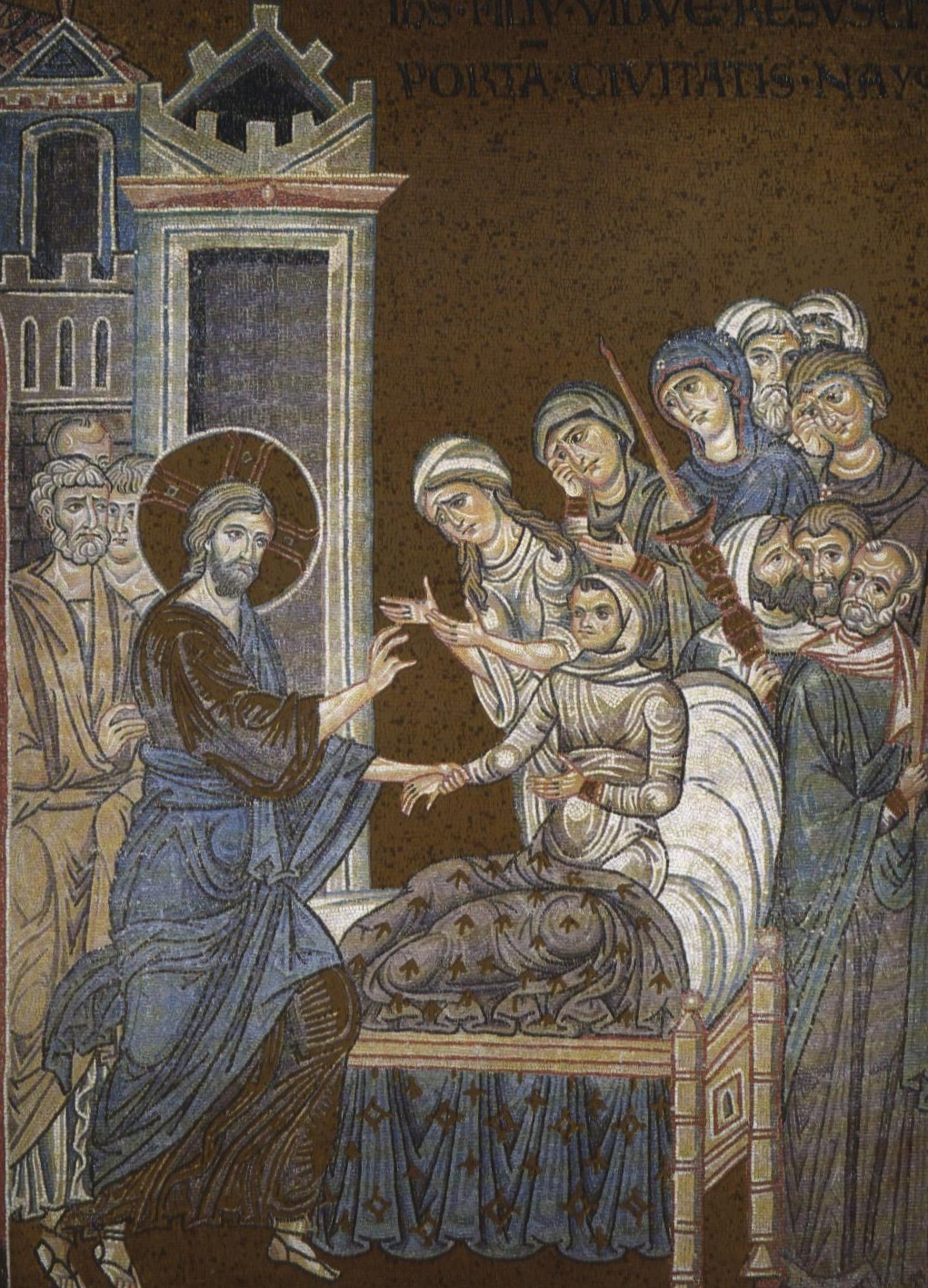
Il mosaico La resurrezione del figlio della vedova di Nain del Duomo di Monreale è una delle immagini contenute nel volume Come si diventa cristiani

Il libro, edito da Marietti di Genova sulla falsariga di un precedente volume di prestigio di due anni prima intitolato La libertà di Dio, contiene la trascrizione inedita di una conferenza di Giussani presso la Basilica di Sant'Antonio a Padova l'11 febbraio 1994 sul tema «come si diventa cristiani» che ne ha poi dato il titolo.
Il volume è corredato da immagini dei mosaici del Duomo di Monreale, della Basilica di San Marco di Venezia e del Battistero del Duomo di Firenze narranti la vita di Gesù.

## Contenuti
Nella conferenza Giussani traduce il tema «come si diventa cristiani» in «come nasce un movimento di fede nei cuori». Cuore è per l'autore «il luogo delle grandi domande», di verità, di giustizia, di amore, cioè di felicità, che si esprime con la parola "io". La parola cuore è secondo Giussani l'essenza dell'io umano, il fenomeno e l'avvenimento del rapporto con Dio e l'infinito. L'uomo, dice Giussani citando l'enciclica Redemptor Hominis di Giovanni Paolo II, «è rapporto con l'infinito [...] è quel livello della natura in cui la natura diventa bisogno di rapporto con l'infinito, bisogno di rapporto con Dio.»
Giussani illustra il modo in cui l'incontro cristiano riempie il cuore dell'uomo narrando l'incontro tra Gesù e i discepoli Andrea e Giovanni (Gv 1,35-40). Quindi vengono narrati altri episodi evangelici come l'incontro con la vedova di Nain al funerale del figlio a cui Gesù disse «Non piangere!» (Lc 7,11-17), quello con la peccatrice che unge i piedi di Gesù a casa del fariseo (Lc 7,36-50) e l'incontro con Zaccheo (Lc 19,1-10). In tutti questi esempi Giussani sottolinea l'eccezionalità di Gesù capace di incontrare il cuore dell'uomo, «Io sono la via, la verità e la vita» (Gv 14,6). Quindi, come dice l'autore. La naturale religiosità dell'essere umano si imbatte nell'avvenimento della storia in cui un uomo afferma «Io sono Dio.» La novità portata da Gesù è la capacità di "perdono".
Per Giussani il metodo per diventare e essere cristiani è semplice e ha origine dalla fede: il riconoscimento cioè di una presenza eccezionale che c'entra col destino di ogni uomo. L'uomo per essere se stesso deve amare Cristo, riconoscendone l'eccezionalità che compie il proprio destino. Un riconoscimento che si chiama fede. Conclude l'autore sottolineando che il cuore non si dà da sé questa eccezionalità, «l'eccezionalità più grande è l'uomo che mendica dal Mistero di conoscerlo, di amarlo e di servirlo: mendica.»

## Edizioni
- Luigi Giussani, Come si diventa cristiani, 1ª ed., Genova, Marietti 1820, 2007,  p. 48, ISBN 978-88-211-6954-0.